# Sydamerikamesterskabet i volleyball (kvinder)
Sydamerikamesterskabet i volleyball för kvinder (spansk: Campeonato Sudamericano de Voleibol Femenino, portugisisk: Campeonato Sul-Americano de Voleibol Feminino) er en konkurrence for sydamerikanske landshold arrangeret af Confederación Sudamericana de Voleibol (CSV). Konkurrencen blev afholdt for første gang i Brasilien i 1951. De første år blev konkurrencen afholdt med varierende hyppighed, men siden 1967 har den været afholdt hvert andet år. Brasilien er det mest succesrige hold med 22 sejre.

## Upplagor
| Vært                  | Vært      | Medaljetagere | Medaljetagere | Medaljetagere |
| År                    | Vært      | Guld          | Sølv          | Bronze        |
| --------------------- | --------- | ------------- | ------------- | ------------- |
| 1951 mere information | Brasilien | Brasilien,    | Uruguay       | Peru          |
| 1956 mere information | Uruguay   | Brasilien     | Uruguay       | Peru          |
| 1958 mere information | Brasilien | Brasilien     | Peru          | Uruguay       |
| 1961 mere information | Peru      | Brasilien     | Peru          | Argentina     |
| 1962 mere information | Chile     | Brasilien     | Peru          | Argentina     |
| 1964 mere information | Argentina | Peru          | Paraguay      | Argentina     |
| 1967 mere information | Brasilien | Peru          | Brasilien     | Paraguay      |
| 1969 mere information | Venezuela | Brasilien     | Peru          | Uruguay       |
| 1971 mere information | Uruguay   | Peru          | Brasilien     | Uruguay       |
| 1973 mere information | Colombia  | Peru          | Brasilien     | Uruguay       |
| 1975 mere information | Paraguay  | Peru          | Brasilien     | Argentina     |
| 1977 mere information | Peru      | Peru          | Brasilien     | Argentina     |
| 1979 mere information | Argentina | Peru          | Brasilien     | Argentina     |
| 1981 mere information | Brasilien | Brasilien     | Peru          | Argentina     |
| 1983 mere information | Brasilien | Peru          | Brasilien     | Argentina     |
| 1985 mere information | Venezuela | Peru          | Brasilien     | Venezuela     |
| 1987 mere information | Uruguay   | Peru          | Brasilien     | Venezuela     |
| 1989 mere information | Brasilien | Peru          | Brasilien     | Argentina     |
| 1991 mere information | Brasilien | Brasilien     | Peru          | Colombia      |
| 1993 mere information | Peru      | Peru          | Brasilien     | Venezuela     |
| 1995 mere information | Brasilien | Brasilien     | Peru          | Argentina     |
| 1997 mere information | Peru      | Brasilien     | Peru          | Argentina     |
| 1999 mere information | Venezuela | Brasilien     | Argentina     | Peru          |
| 2001 mere information | Argentina | Brasilien     | Argentina     | Venezuela     |
| 2003 mere information | Colombia  | Brasilien     | Argentina     | Peru          |
| 2005 mere information | Bolivia   | Brasilien     | Peru          | Argentina     |
| 2007 mere information | Chile     | Brasilien     | Peru          | Venezuela     |
| 2009 mere information | Brasilien | Brasilien     | Argentina     | Peru          |
| 2011 mere information | Peru      | Brasilien     | Argentina     | Peru          |
| 2013 mere information | Peru      | Brasilien     | Argentina     | Peru          |
| 2015 mere information | Colombia  | Brasilien     | Peru          | Colombia      |
| 2017 mere information | Colombia  | Brasilien     | Colombia      | Peru          |
| 2019 mere information | Peru      | Brasilien     | Colombia      | Peru          |
| 2021 mere information | Colombia  | Brasilien     | Colombia      | Argentina     |

## Medaljetagere
| Pos. | Hold      | Guld | Sølv | Bronze | I alt |
| ---- | --------- | ---- | ---- | ------ | ----- |
| 1    | Brasilien | 22   | 11   | 0      | 33    |
| 2    | Peru      | 12   | 11   | 9      | 32    |
| 3    | Argentina | 0    | 6    | 13     | 19    |
| 4    | Colombia  | 0    | 3    | 2      | 5     |
| 5    | Uruguay   | 0    | 2    | 4      | 6     |
| 6    | Paraguay  | 0    | 1    | 1      | 2     |
| 7    | Venezuela | 0    | 0    | 5      | 5     |